# L'empereur, c'est moi
L'empereur, c'est moi (sous-titré Une enfance en autisme) est une autobiographie écrite par Hugo Horiot, postfacée par sa mère Françoise Lefèvre, et parue en 2013 aux éditions de l'Iconoclaste. Il reçoit le Prix Paroles de patients cette même année, est traduit en allemand en 2015 puis adapté au théâtre en 2016.

## Résumé
L'ouvrage résume la vie de Hugo Horiot enfant, sa menace d'internement en hôpital de jour, sa fascination pour les roues, le combat de sa mère pour qu'il soit scolarisé en milieu ordinaire, et sa découverte du théâtre. Il insiste sur le fait qu'il n'a pas « guéri » de l'autisme, mais « appris à vivre avec ».

## Éditions
La première édition paraît en 2013 chez l'Iconoclaste : 
- Hugo Horiot, L'empereur, c'est moi : Une enfance en autisme, L'Iconoclaste, 2013, 205 p.

L'édition de poche paraît en 2015 chez Le Livre de poche. Cette même année, l'ouvrage est traduit en allemand, sous le titre Der König bin ich.

## Réception critique
L'ouvrage reçoit le Prix Paroles de patients 2013. Leur site décrit L'empereur, c'est moi comme « Un texte fascinant dans la lignée des grands récits sur l’autisme ».
Dans Science et pseudo-sciences, Brigitte Axelrad en parle comme d'un « beau livre, émouvant, fascinant, qui nous fait entrer dans un monde étrange et parfois effrayant », et d'une « histoire sombre, tragique, qui nous est contée dans un style épuré, phrases courtes, rythme tourbillonnant », saluant la dénonciation qu'Hugo Horiot rédige contre le packing.
Pour Le Figaro, la critique littéraire Astrid de Larminat écrit que « quiconque a ressenti, comme lui, la souffrance de ne pas correspondre à la norme, quiconque est doté d'une sensibilité extrême qui le fragilise ou est révolté par le monde tel qu'il va, trouvera un écho à son désarroi dans ce livre, qui n'est pas tant un témoignage qu'un récit de combat, intense, puissant ».

## Adaptation
Hugo Horiot adapte son livre au théâtre en 2016, sur une mise en scène de Vincent Poirier.